# حامول البرسيم
حَامُول البَرْسِيم، اسمه العلمي .Cuscuta planiflora، وهو نوع من الحَامُول.

### مواضيع ذات علاقة
- الحَامُول.

### وصلات خارجية
- صور حامول البرسيم.